# クレーンゲームあぁむたん
『クレーンゲームあぁむたん』は、坂巻あきむによる漫画作品。『E☆2』（発行：メディエイション 発売：飛鳥新社→ビオ・マガジン）にVol.2からVol.21にかけて連載された。単行本は全2巻。

## 概要
オリジナル美少女系雑誌『E☆2』創刊号に、イラストストーリーとして掲載。第2号よりコミック作品として連載を開始した。

## 作品概要
街のゲームセンター「game mode」の1号店に、ある日突然ロケテストとして納入された、新型のクレーンゲーム。その特徴は、アーム部分が「擬人化されたロリロリ美少女」というものだった。この擬人化アームは「あぁむたん」と呼ばれ、人間と変わらない感情も持ち合わせていた。
あぁむたんは大好評で、さまざまなあぁむたんが系列店などにも次々と登場し、店員やゲーム好きな客たちと、喜怒哀楽を共有する存在となっていく。

## 登場人物

### game mode 1号店
河居（かわい）
店長。25歳の男性。黒のショートヘア。
登場人物の中では最も常識があるようだが、それが災いして「激しいツッコミ担当」となっている。
やたらとつきまとい、積極的にアタックして来る旧あぁむたんを迷惑がっているような態度を見せるが、実は優しく、また純情な性格。
「超スペシャル新型あぁむたん」のアンケートでは「委員長属性」と回答した。
旧あぁむたん（きゅう・あぁむたん）
初めて登場したあぁむたん。ドジっ娘で、よく転ぶ。初登場時はひもパン着用で、万一のこと（18禁ゲームになりかねない）を懸念した河居店長によりいったん返品されたが、ブルマー着用で戻り、さらにファンを増やした。
自分の好みに河居がピッタリで、河居の姿を見かけると勝手に筐体から出て来て、ベタベタつきまとう。河居の発言を自分の都合のよいように解釈する「脳内変換」ができる。
なづなに一度誘拐され、データを抜き取られたことがある。また、なづな作の「耳っ娘あぁむたん」の腹のポケットに手を入れたために、擬人化ウイルスに感染したことがある。
当初は、単にかわいい美少女といった存在だったが、次第にエロオヤジ風やセクハラ級の発言が増え、河居から「ハレンチ擬人化」とまで呼ばれるほどになっている。
偽あぁむたんとの対決の時、相手が「近江代 あぁむ」と書かれた名札をつけていたのを見て、どさくさまぎれに「河居 あぁむ」と書いた名札を着用した。
「超スペシャル新型あぁむたん」のアンケートで、意見がバラバラなので再度店長がまとめ直して提出、というFAXに対し、BLの意味もわからないのに、勝手にインスピレーションで「BL属性」と回答を返してしまった（結果、BLあぁむたんずが生まれることになった）。
近江代 ゆあな（おうみだい ゆあな）
店員。女性。ブラウンのロングヘア。いつも、前髪を四つ葉の飾りがついたヘアピン3本で留めている。
河居と同等の常識人だが、たいていは一歩引いた位置にいて、ツッコミ役を河居に任せている。
性的嗜好はノーマルで「イケてる彼氏募集中」なのだが、妹のなづなや黒あぁむたんに激しく好意を寄せられ、困惑している。
大財閥「近江代グループ」の会長の娘だが、なづなのラブアタックに耐え切れず、家を出て一人暮らしをしつつ、game modeで働いている。
「超スペシャル新型あぁむたん」のアンケートでは「先輩（お兄さん・お姉さん）属性」と回答した。
双子あぁむたんず（ふたご・あぁむたんず）
旧およびツンデレあぁむたんが好評なので、追加として1号店に来たあぁむたん。1台の筐体内に、白・黒の2体のあぁむたんがいる。
コントローラの特殊操作で、お互いに絡み合ってしまったり、白あぁむたんがM字開脚してしまったりする裏技がある。
白あぁむたん（しろ・あぁむたん）
双子あぁむたんの片割れ。白い衣装を着ているが、下着はセクシーな黒。聖の心をとらえ、ホストを辞めさせてしまったほどの魅力を持つ。
黒あぁむたん（くろ・あぁむたん）
双子あぁむたんの片割れ。黒い衣装を着ている。
百合属性があり、ゆあなが大好き。
山田 聖（やまだ ひじり）
当初はゲームセンターの客だったが、後に店員となる。
元はNo.1カリスマホストで、源氏名は“金城 聖夜（かねしろ せいや）”だった。白あぁむたんに魅せられてしまい、また「自分の心に素直になる」ことに気づいてホストをやめ、1号店の店員となる。現在、「双子あぁむたんず同盟」のメインメンバーでもある。
元ホストだけあって、美男子。店の女性客からの人気も絶大だが、本人は白あぁむたんしか見えていない。また、性格は元ホストとは思えない純情さを持っている。
停電の夜に、白あぁむたんを自宅（六本木にあるマンションの最上階で、7部屋ある）に泊めることになり、白あぁむたんの身の安全のためにセ●ムとア●ソックと契約した（外からの脅威よりも、自分の欲望を抑えられる自信がなかったらしい）。
ホスト時代のクセで、払いのいい客が来たり、萌え属性をくすぐる行為を見かけたりすると、「ドンペリコール」風の調子で盛り上げたりする。
「超スペシャル新型あぁむたん」のアンケートでは「眼鏡っこ属性」と回答した。
妹あぁむたん（いもうと・あぁむたん）
旧、双子に続いて1号店に来たあぁむたん。本来は3号店に入るはずだったが、BLあぁむたんずが1号店への納入直後に3号店へ移動となったため、代わりに1号店に入ることになった。「妹」との希望を出したのは、3号店アルバイトの良永だった。
かわいく健気な「妹」の設定で、客の男性たちには「お兄ちゃん」と呼びかける。
専用のプリペイドカードでプレイできる。筐体には「お兄ちゃん大好きゲージ」がついていて、プリペイドカードには「お兄ちゃん大好きゲージ」用の好感度データが記録される。好感度は、プレイ回数の多さ、操作の優しさなどで上がり、ゲージが振り切れると「できる範囲で、妹あぁむたんがお兄ちゃんのお願いをかなえてくれる」というシステムになっている。
高瀬に思いを寄せられたが、妹あぁむたんは開発担当の関谷に好意を持っている。

### game mode 3号店
良永 純平（よしなが じゅんぺい）
アルバイト。眼鏡をかけた少年。
3号店では一番の常識派だが、人情派でもあり、感情表現に乏しかったツンデレあぁむたんを擁護するなど、積極的な行動もする。
専属担当となったツンデレあぁむたんに、少しずつ好意を持つようになっている。
「超スペシャル新型あぁむたん」のアンケートでは「妹属性」と回答した。
ツンデレあぁむたん（つんでれ・あぁむたん）
1号店の旧あぁむたんの人気ぶりに応えて、3号店に初めて納入されたあぁむたん。いくつか改良をされているため「新型あぁむたん」とも呼ばれる。縦ロールの髪型が特徴。
製造時のミスで感情表現チップの組み込みがされず、極めて愛想が悪いあぁむたんで、まったく人気が出なかった。しかし、感情表現チップを組み込もうとした店長を純平が阻止したところを客たちに見られ、その時のあぁむたんの様子が「ツンデレ」ということになり、人気爆発となった。結局、感情表現チップは組み込まれないままとなっている。
いろいろと世話になっている純平に、淡い好意を寄せている。
三上（みかみ）
3号店の店長。そこそこ巨乳の女性。ただしゲームセンターの店長を担うだけあって、かなり男勝りな性格。
妙におおらかな性格で、なづなと旧あぁむたんがいなくなっても「女子特有の団体トイレツアーだろう」と判断し、店員やツンデレあぁむたんなどを固まらせたりした。
ボーイズラブが好きで、本来入る予定だった妹あぁむたんをキャンセルしてまで、1号店で拒否されたBLあぁむたんずを引き取った。
BLあぁむたんず（ぼーいずらぶ・あぁむたんず）
双子あぁむたんずの次作として企画された「超スペシャル新型あぁむたん」の設定について、各店のスタッフにアンケートが採られたが、特に1号店スタッフへのアンケート結果として生まれたあぁむたんず（全体としてボーイズラブになったのは、旧あぁむたんのせい）。あぁむたんシリーズ唯一の男性形。双子あぁむたんずと同じく、1筐体に2体のあぁむたんが入っている。
1号店では河居に即刻却下され、すぐに3号店へ移動させられた。
操作は「腐女子スティック」で、扱い方によってはとんでもないこと（要モザイク）が起きるらしい。
攻担当あぁむたん
眼鏡をかけ（聖の好み）、先輩（ゆあなの好み）という属性。やや長身でクールな美男子。
受担当あぁむたん
クラス委員長（河居の好み）、後輩という属性。カワイイ系の少年。

### 近江代グループ
近江代 なづな（おうみだい なづな）
大財閥「近江代グループ」の会長の娘で、ゆあなの妹。前髪を、三角形の髪留め3個でまとめている。
game modeの3号店に、新人アルバイトを装って潜入、旧あぁむたんを誘拐した（アルバイトは、あぁむたん誘拐という目的を達したため1日で辞めた）。
暇を持て余しているらしく、「暇つぶし」と称して誘拐した旧あぁむたんからデータを抜き取り、それを元に偽あぁむたんや、耳っ娘あぁむたんを作ったりして、game modeグループに迷惑をかけまくっている。
盗みに入ったり、勝負を挑む時は「白金台キャッツアイ（しろがねだい・きゃっつあい）」と名乗る。
百合属性があり、特に姉のゆあなが大好き。また、ボーイズラブも好きな腐女子で、海水浴に行った河居が旧あぁむたんのドジで「顔にアイスをぶっかけられた」ところを撮影して喜んでいたりもした。
偽あぁむたん（にせ・あぁむたん）
なづなが、旧あぁむたんから抜き取ったデータを元に作らせたあぁむたん。別名「近江代 あぁむ」。
外見は、旧あぁむたんとそっくり。ただし、知識量や歌唱力は旧あぁむたんより数段上で「知女」である（対する旧あぁむたんは「恥女」とされた）。さらに「はいてない」機能も装備している。これらの能力で旧あぁむたんに勝負を挑んだが、「店長さんからもらった（正確には製造された本社で追加装着された）ブルマー」という最強アイテムを装備していた旧あぁむたんに敗退した。
耳っ娘あぁむたん（みみっこ・あぁむたん）
なづなが、旧あぁむたんから抜き取ったデータを元に作らせたあぁむたん第2弾。獣耳を装備しているが、それ以外に「腹部の、いろいろと取り出せるポケット」があったり、「球体が細い棒で体とつながった形のしっぽ」、また「登場時は頭の上に竹トンボ状のものを回転させつつ、ヘリコプターから降下して来る」といった、鬼ヤバイ外見だったり、いろいろとアブナい行動をする。
腹部のポケットは最大の弱点で、他人に手を突っ込まれると“もだえて”しまい、行動不能になる。その他に、しっぽや耳も弱点。

### その他
関谷（せきたに）
game modeグループ本社の開発研究室に所属。あぁむたんシリーズの開発担当者。あごひげを生やし、髪は少しボサボサの、チョイ悪風のダンディーなおじさん。
妹あぁむたんに、好意を寄せられている。
旧あぁむたんと河居との仲を、こっそり進展させようとしている。
高瀬（たかせ）
1号店常連の少年。ツンツン頭の元気っ子。双子あぁむたんずのファンクラブ「双子あぁむたんず同盟」のメインメンバーだが、一時的に妹あぁむたんに心を奪われる。妹あぁむたんとのデートも実現するが、妹あぁむたんが関谷に心を寄せていることを知り、潔く身を引く。
白あぁむたん好きな聖を「兄キ」と呼ぶ。
遠峯（とおみね）
高瀬の友人で、比較的おとなしい少年。線目。高瀬と同じく「双子あぁむたん同盟」のメインメンバー。

## 設定など
あぁむたん
クレーンゲームのアーム部分が、美少女（幼女）形や、美少年形に擬人化されたもの。外見は非常にかわいらしく（男性タイプは美形）、また優れた知能と感情を持ち、人間と同様の会話もできる。
クレーンゲームの矢印つきボタンを模したアクセサリーを、腕や髪などに多数装備している。
バッテリーを内蔵していて、時間制限はあるものの、筐体から離れて動くことができる（おつかいに行ったりもできる）。
クレーンゲームのアームとして動いたり、バッテリーを充電したりするためのケーブルが、腰のあたりに接続されている。

## 書誌情報

### 単行本
メディエイション〈E☆2コミックス〉より刊行されている。全2巻。
- 第1巻 2008年2月29日初版発行（同日発売） ISBN 978-4-87031-828-1 - 発売：飛鳥新社
- 第2巻 2009年11月13日初版発行（同年10月28日発売） ISBN 978-4-331-90015-4 - 発売：廣済堂あかつき 出版事業部

第2巻の発売に合わせ、第1巻の新装版も発売された。
- 第1巻新装版 2009年11月13日初版発行（同年10月28日発売） ISBN 978-4-331-90014-7 - 発売：廣済堂あかつき 出版事業部